# 松竹ロビンスの主催試合の地方球場一覧
松竹ロビンス > 松竹ロビンスの主催試合の地方球場一覧
本頃は、松竹ロビンスが主催試合を行った地方球場の一覧である。なお、対等合併である大洋松竹ロビンスの主催試合の地方開催については大洋松竹ロビンス主催試合の地方球場一覧を参照のこと。

## 一軍

### 京都府（保護地域）
- 衣笠球場（1950-1952）（本拠地球場）
- 西京極球場（1950-1952）

### 近畿

#### 滋賀県
- 滋賀県立彦根球場（1952）

#### 大阪府
- 日本生命球場（1950,1951）
- 大阪球場（1950-1952）
- 藤井寺球場（1952）

#### 兵庫県
- 甲子園球場
（1950,1951）

#### 和歌山県
- 和歌山県営球場（1952）

### 北海道
- 小樽桜ヶ丘球場（1950）
- 札幌市円山球場（1950）

### 東北

#### 青森県
- 青森市営球場（1950）

#### 宮城県
- 石巻水押球場（1950）

### 関東

#### 東京都
- 後楽園球場（1950,1951）
- 武蔵野グリーンパーク野球場（1951）

### 中部

#### 長野県
- 長野市営城山野球場（1950）
- 飯田城下球場（1950）
- 市営岡谷球場（1950）
- 長野県営松本野球場（1950）

#### 富山県
- 富山神通球場（1950）
- 県営富山野球場（1950）

#### 石川県
- 石川県営兼六園野球場（1950）

#### 福井県
- 福井市営球場（1950,1952）

#### 岐阜県
- 多治見市営球場（1950）

#### 愛知県
- 中日球場（1950）

#### 三重県
- 四日市グラウンド（1951）

### 中国

#### 岡山県
- 倉敷市営球場（1950-1952）

#### 広島県
- 呉市二河野球場（1951）

### 四国

#### 徳島県
- 徳島西の丸運動場（1952）

### 九州・山口

#### 山口県
- 下関市営球場（1950）
- 厚狭球場（1950）
- 徳山市営毛利球場（1950）

#### 福岡県
- 平和台野球場（1950）
- 小倉豊楽園球場（1951）

#### 熊本県
- 熊本水前寺野球場（1951）

#### 大分県
- 中津市営球場（1951）

## 二軍
- 兵庫県立明石公園第一野球場